# Teen Wolf (serie animata)
Teen Wolf è una serie animata statunitense prodotta dal 1986 al 1987 da Southern Star Productions in associatione con Clubhouse Pictures, e basata sul film Voglia di vincere.

## Trama
La serie ruota attorno a Scott e la sua famiglia, che hanno il potere di trasformarsi in lupi mannari, alle prese con i loro problemi tipici dell'età che hanno, in particolar modo focalizzandosi sul protagonista Scott, che deve fare i conti sia con i problemi di tutti i giorni (la scuola e le ragazze) che con la consapevolezza che lui ha un segreto da mantenere intatto.

## Personaggi
- Scott Howard: Il protagonista della serie. Lui è un ragazzo adolescente che ha molti hobbies, tra cui fare il filo alla cheerleader più popolare, Pam, venendo puntualmente cacciato via dal suo fidanzato, il bulletto Mick. Tuttavia, Scott ha un segreto: sia lui che la sua famiglia sono dei lupi mannari e, nonostante lui sa che nemmeno in questa forma farebbe del male a una mosca, ha paura di rivelare questo segreto per timore che la gente possa considerare lui e la sua famiglia come dei fenomeni da baraccone.
- Harold Howard: Il padre di Scott, è un lupo mannaro anche lui. Vedovo, gestisce un negozio di ferramenta e generalmente si disinteressa dei problemi del figlio. A volte lo si vede trasformato.
- Lupe Howard: La sorella minore di Scott, è una ragazzina di circa dieci anni. Nonostante lei voglia trasformarsi, la sua età troppo giovane le impedisce di farlo e inoltre, dal momento che la licantropia nella famiglia di Scott è un problema ereditario, non si sa se anche lei ce l'abbia o no. In un episodio anche lei riesce a diventare una licantropa grazie a una formula magica che però fa diventare licantropo chiunque ne venga colpito.
- Upo Howard: Lo zio di Scott (nell'originale si chiama Grandpa Howard ed è il nonno di Scott), è venuto dalla Transilvania assieme alla moglie. La maggior parte delle volte lo si vede sotto forma di uomo-lupo, però quando deve ritorna umano. Zio Upo è una costante fonte di imbarazzo per Scott in quanto si comporta alle volte come un cagnolino, inseguendo qualsiasi cosa voli, litigando coi gatti o creando problemi ai vicini.
- Zia Howard: Zia di Scott e moglie di Upo (nell'originale è Grandma Howard ed è la nonna di Scott), anche lei è venuta dalla Transilvania assieme al marito per stare con Harold e i suoi due figli. Anche lei, come suo marito, passa molto tempo sotto la sua forma di donna-lupo ma, al contrario di Upo, è molto più razionale ed è anche l'alleata di Scott nel tenere a freno il marito.
- Rupert "Stiles" Stilinski: Il migliore amico di Scott nonché una delle poche persone che conoscano la sua seconda natura di uomo-lupo. Stiles si occupa di dare buoni consigli a Scott, ma non sempre sono utili per far diventare Scott un mito vivente. Anche lui, come Lupe, vorrebbe tanto essere un licantropo e rimprovera Scott quando quest'ultimo si lamenta del suo potere.
- Lisa "Boof" Marconi: Amica di Scott e unica persona, oltre a Stiles, a conoscere il suo segreto. Sente un'attrazione per Scott, ma è anche gelosa del fatto che lui preferisca Pam a lei.
- Pamela Wells e Mick McAllister: Pamela è la ragazza più popolare del liceo di Wolverton, è una cheerleader ed è l'amore irraggiungibile di Scott. Lei è fidanzata con Mick, un bulletto che non perde occasione per umiliare Scott e trattarlo da perdente. Pamela e Mick sono all'oscuro del segreto di Scott, così come chiunque altro eccetto Boof e Stiles.
- La signora Seslick: L'impicciona vicina di casa della famiglia Howard, è sempre ad un passo da scoprire qual è il segreto della famiglia e rivelarlo alla comunità. Fortunatamente, non riesce mai a scoprirlo.

## Episodi

### Prima stagione
| n° | Titolo originale          | Titolo italiano            | Prima TV USA      | Prima TV Italia |
| -- | ------------------------- | -------------------------- | ----------------- | --------------- |
| 1  | Teen Wolf's Family Secret | Il segreto di famiglia     | 13 settembre 1986 | 4 agosto 1991   |
| 2  | The Werewolf Buster       | L'acchiappalupi            | 20 settembre 1986 | 6 agosto 1991   |
| 3  | Shopworm Wolf             | La chitarra dei miei sogni | 27 settembre 1986 | 8 agosto 1991   |
| 4  | The Beast Within          | Caccia al mostro           | 4 ottobre 1986    | 10 agosto 1991  |
| 5  | Up a Family Tree          | La famiglia modello        | 11 ottobre 1986   | agosto 1991     |
| 6  | Grampa's in the Doghouse  |                            | 18 ottobre 1986   | agosto 1991     |
| 7  | Wolf Pride                |                            | 25 ottobre 1986   | agosto 1991     |
| 8  | Wolf of My Dreams         |                            | 1º novembre 1986  | agosto 1991     |
| 9  | Leader of the Pack        |                            | 8 novembre 1986   | agosto 1991     |
| 10 | The Curse of the Red Paw  |                            | 15 novembre 1986  | agosto 1991     |
| 11 | The All-American Werewolf |                            | 22 novembre 1986  | agosto 1991     |
| 12 | Under My Spell            |                            | 29 novembre 1986  | agosto 1991     |
| 13 | Teen Wolf Punks Out       |                            | 6 dicembre 1986   | agosto 1991     |

### Seconda stagione
| n° | Titolo originale                   | Titolo italiano            | Prima TV USA      | Prima TV Italia   |
| -- | ---------------------------------- | -------------------------- | ----------------- | ----------------- |
| 1  | Teen Wolf's Curse                  |                            | 19 settembre 1987 | 1991              |
| 2  | It's No Picnic Being Teen Wolf     |                            | 26 settembre 1987 | 1991              |
| 3  | Toot Toot Tut Tut and All That Rot | Un licantropo alla partita | 3 ottobre 1987    | 3 settembre 1991  |
| 4  | Down on the Farm                   | Nella vecchia fattoria     | 10 ottobre 1987   | 5 settembre 1991  |
| 5  | Diary of a Mad Werewolf            | Il monumento d'oro         | 17 ottobre 1987   | 7 settembre 1991  |
| 6  | Teen Wolf Come Home                |                            | 24 ottobre 1987   | settembre 1991    |
| 7  | Scott and the Howlers              |                            | 31 ottobre 1987   | settembre 1991    |
| 8  | Howlin' Cousins                    |                            | 7 novembre 1987   | 14 settembre 1991 |